# Benet
Benet é uma comuna francesa na região administrativa da Pays de la Loire, no departamento de Vendéia. Estende-se por uma área de 50,01 km². Em 2010 a comuna tinha 4 066 habitantes (densidade: 81,3 hab./km²).